# Port lotniczy Lille-Lesquin
Port lotniczy Lille-Lesquin (IATA: LIL, ICAO: LFQQ) – międzynarodowy port lotniczy położony w Lesquin, koło Lille, we Francji. Lotnisko przeznaczone jest dla departamentu północnego (Nord), ale także jest atrakcyjne dla mieszkańców pobliskiej Belgii. Dojazd ułatwia położenie przy autostradach A1 Paris-Lille, A25 Dunkerque-Lille, A23 Valenciennes-Lille. W pobliżu znajduje się nie tylko Lille, ale także Villeneuve-d'Ascq.
Portem lotniczym zarządza spółka Société de gestion de l'aéroport de la région de Lille (SOGAREL), której udziałowcami są: Izba Handlowo-Przemysłowa Grand Lille (61%), Véolia Transport (34%) i Sanef (5%). Port lotniczy obsługuje zarówno pasażerów jak i przesył towarów – cargo.

## Lotnisko w liczbach
Lotnisko Lille posiada teren 450 hektarów, z czego 5 ha stanowią budynki. Otwarte jest 24 h na dobę, lecz jego główna działalność ma miejsce pomiędzy godzinami 5:00 rano a 23:00. Lotnisko posiada taki sprzęt, który pozwala lądować nawet największym samolotom jak: Airbus A380, czy do przewozów Cargo – Antonov 124.
Port ten ma dwa pasy. Pierwszy, główny – Wschodnio-Zachodni (08/26) o długości 2845 metrów oraz Północno-Południowy (02/20) o długości 1600 metrów. Posiada możliwość obsłużenia od 1,5-2 milionów pasażerów rocznie. Lotnisko posiada ponad 45 firm współpracujących.
W roku 2012 lotnisko odwiedziło 1 397 637 pasażerów, co stanowi wzrost o 20% w porównaniu do roku poprzedniego (dane Union des Aéroports Français et CCI de Lille). Jest on spowodowany pojawieniem się na lotnisku tanich linii lotniczych jak: Ryanair, Easyjet, Vueling, czy Transavia. W sumie ruch pasażerski obsługuje teraz 10 linii lotniczych, które operują do państw Afryki Północnej oraz Europy Południowej.

## Linie lotnicze i połączenia
| Linia lotnicza  | Kierunek |
| --------------- | --- |
| Aegean Airlines | Sezonowo: 1. Ateny 2. Burgas 3. Heraklion |
| Air Algerie     | 1. Algier Sezonowo: 1. Konstantyna 2. Oran |
| Air Arabia      | Sezonowo: 1. Oujda |
| Binter Canarias | 1. Gran Canaria |
| EasyJet         | 1. Bordeaux 2. Genewa 3. Nicea 4. Tuluza Sezonowo: 1. Palma de Mallorca |
| Nouvelair       | Sezonowo: 1. Dżerba 2. Monastyr 3. Tunis |
| Ryanair         | 1. Kraków 2. Porto Sezonowo: 1. Marsylia |
| Sky Express     | Sezonowo: 1. Heraklion |
| Transavia       | 1. Dakar (od 30 października 2024) |
| TUI fly Belgium | Sezonowo: 1. Agadir 2. Casablanca 3. Marrakesz 4. Nador 5. Oujda |
| Volotea         | 1. Ajaccio 2. Barcelona 3. Bastia 4. Bordeaux 5. Montpellier 6. Nantes 7. Nicea 8. Perpignan 9. Rzym-Fiumicino 10. Tuluza 11. Wenecja Sezonowo: 1. Ateny 2. Calvi 3. Faro 4. Figari 5. Fuerteventura 6. Gran Canaria 7. Heraklion 8. Lanzarote 9. Malaga 10. Marrakesz 11. Menorka 12. Olbia 13. Palermo 14. Palma de Mallorca 15. Split 16. Teneryfa-Południe 17. Warna |